# بيت فير
بيت فير هو سائق سيارة سباق ومهندس سويسري، ولد في 21 يونيو 1943 في فاليزيلن في سويسرا، وتوفي في 18 يونيو 1967 في كازيرتا في إيطاليا.